# سیستم کدگذاری حفظی
Mnemonic peg system (یا سیستم کدگذاری حفظی) ،که توسط هنری هردسون اختراع شده است، یک سیستم پشتیبانی حافظه است که با ایجاد پیوندو ارتباطات ذهنی بین دو جسم محسوس و عینی به صورت یک به یک ،که بعداً به اطلاعات به خاطر سپرده شده اعمال می شود، کار می کند. معمولاً شامل پیوند اسم ها با اعداد است و تمرینی متداول برای انتخاب اسم با عدد هم قافیه و مرتبط به آن است. این ها کد(کلید) های سیستم خواهند بود. این پیوندها و ارتباطات باید یک بار به خاطر سپرده شوند تا بتوانند به طور مکرر برای اطلاعات جدیدی که باید به خاطر سپرده شوند استعمال شوند.

## انواع مختلف سیستم کدگذاری

### سیستم کلمه کلیدی قافیه دار
سیستم کلمه کلیدی قافیه دار، همانطور که در بالا ذکر شد، بسیار ساده است و می تواند چیزی شبیه به این باشد:
1. موی گوجه ای: ارتباط بین مورد اول و یک نان گرد را تجسم کنید.
2. نعل اسب: ارتباط بین مورد دوم و کفش را تجسم کنید.
3. ستون(دکل): ارتباط بین مورد سوم و یک درخت را تجسم کنید.
4. خانه/وسیله: ارتباط بین مورد چهارم و درب را تجسم کنید.
5. اندوختن/ازدحام: ارتباط بین مورد پنجم و کندو زنبور عسل را تجسم کنید.
6. قالب ها: ارتباط بین مورد ششم و آجر ها را تجسم کنید.
7. آسمان/شعف: ارتباط بین مورد هفتم و بهشت را تجسم کنید.
8. راه و روش: ارتباط بین مورد هشتم و یک دروازه را تجسم کنید.
9. قرمز تیره: ارتباط بین مورد نهم و شراب را تجسم کنید.
10. پرنده ماده: ارتباط بین مورد دهم و مرغ را تجسم کنید.

به عنوان مثال ، برای به خاطر آوردن ده مورد لیست مواد غذایی زیر:
1. سیب: یک سیب را در حال خوردن یک نان گرد تصور کنید.
2. کره: یک لایه کره را در حال ذوب شدن روی یک کفش تصور کنید.
3. باتری ها: درختی را با برگ های باتری دار تصور کنید.
4. صابون: دربی ساخته شده از صابون را تصور کنید.
5. نان: زنبورهای عسل را درحالی که از یک قرص نان به پرواز درمی آیند ،گویی که یک کندو عسل است تصور کنید.
6. شیر: یک خانه آجری را با بطرهای شیر در جایی که باید آجرها باشند ، تصور کنید.
7. غذای گربه : یک قوطی باز غذای گربه را با بال های فرشته و یک هاله تصور کنید.
8. لیموها: لیمویی با اندازه درشت (با دست ، پا و کلاه)را در حال سقوط درون یک دروازه و راهرو، تصور کنید.
9. قهوه: دستان خود را در حال سوختن روی جام شرابی حاوی قهوه داغ، تصور کنید.
10. تخم مرغ: تخم مرغی را در حال ترک خوردن و بیرون آمدن از یک مرغ ،تصور کنید.

مرحله بعدی، پیوند موارد با نوعی عملکرد نمایشی است ، تا بتوان ترتیب ظهور آنها را ثبت کرد. مثلاً:
1. بعد از اینکه سیب، نان گرد را خورد
2. شروع به خوردن یک تکه کره می کند.
3. کره در استخری ، در وسط شاخه های درختی که باتری ها رشد می کنند، ذوب می شود.
4. دربی در تنه درخت ظاهر می شود ، باز می شود و یک تکه(قالب) صابون بیرون می آید.
5. صابون ناگهان بر زمین افتاده و به یک قرص نان تبدیل می شود و زنبورهای عسل در اطراف آن شروع به پرواز می کنند.
6. و غیره و غیره...

هر چقدر احتمال دیدن صحنه ای در زندگی واقعی کمتر باشد ،احتمال ایجاد برداشت و تصوری قابل اعتماد و قابل بازیابی بیشتر است.
برای بهینه سازی کارایی ، اگر یک لیست خرید را بخاطر می سپارید ، مواردی را که به ترتیب با آنها در سوپرمارکت روبرو می شوید حفظ می کنید - سیب (ها) با لیمو(ها) و کره با شیر و تخم مرغ (ها)، و غیره..
با گذاشتن هر یک از صحنه های فوق در مکان مربوط به خود در سوپرمارکت، می توان به سطحی دیگر از مهارت نیز دست یافت.

### سیستم عمده(اصلی)
در حالی که پیوند اسم های قافیه دار با اعداد، رایج است ، اما به هیچ عنوان تنها سیستم نیست. همچنین سیستم اصلی (عمده) نیز وجود دارد که صداها را به اعداد پیوند می دهد. یادگیری سیستم اصلی از قافیه های ساده یا کلید(کد) های الفبایی پیچیده تر است ، زیرا اعداد 0-9 را با یک حرف یا صدا خاص ارتباط می دهد ، سپس اعداد بزرگتر می توانند برای ایجاد کلمات از اصوات، ترکیب شوند. از نظر تعداد کد هایی که می تواند تولید کند، نامحدود است. بعلاوه ، اصلاحی که اخیراً در سیستم عمده انجام شده است، مفهوم ابعاد را معرفی می کند. متداول ترین ارتباط بین اعداد و حروف به شرح زیر است:
- 0 = s ، x ، z
- 1 = t ، d
- 2 = n
- 3 = m
- 4 = r
- 5 = l
- 6 = sh ، ch ، j ، soft g
- 7 = c ، k ، hard g ، q
- 8 = f ، v
- 9 = p ، b

این باعث می شود که عدد 33 "MM" برای کمک به حفظ بهتر کلمه "mom" ساخته شود، یا 92 "PN" که می تواند برای حفظ کلمه "pen"به کار رود . "cat" (یا "cut") با 71 مطابقت دارد ، زیرا حروف صدا دار هیچ ارزشی ندارند.

### سیستم PAO
سیستم PAO (فاعل،فعل،مفعول) پیچیده ترین سیستم است. این سیستم، همه اعداد 00-99 را، به یک شخص، عمل و شی متمایز، مرتبط می کند. هر شماره شش رقمی را می توان با استفاده از فاعل (شخص)که دو رقم اول ، فعل(عمل)که دو رقم بعدی و مفعول(شئ) که دو رقم سوم را به خود اختصاص داده است ، حفظ کرد. مثلاً:
- شماره 34 می تواند Frank Sinatra باشد که در یک میکروفون آواز می خواند.
- 13 می تواند دیوید بکهام باشد که به یک توپ فوتبال ضربه می زند.
- 79 می تواند سوپرمن باشد که با شنلی پرواز می کند.

این باعث می شود که شماره 341379 ، فرانک سیناترا باشد که به یک شنل لگد می زند. از قرار معلوم،استاد بزرگ حافظه ، اد کوک ، در حال کار بر روی سیستم هزاره PAO است ، که می تواند پیوندی برای همه شماره های 000-999 ایجاد کند.

## کاربرد کارکرد عملکرد
این سیستم کد گذاری معمولاً توسط قهرمانان هوشی(فکری) برای مسابقات حافظه، برای رویدادهایی مانند به خاطر سپردن کارت و همچنین حفظ رقم استفاده می شود. سیستم کدگذاری برای یادگیری در کلاس درس دانش آموزان معلول و ناتوان نیز اعمال شده است. دانش آموزانی که از سیستم کدگذاری استفاده کردند در هر دو آزمایش فوری و تأخیری عملکرد به مراتب بهتری نسبت به نظارتی داشتند.
چندین مطالعه استفاده از حافظه یادآور را به عنوان شکلی از یک سیستم حافظه مبتنی بر تصویر(شبیه سازی) در فرایند یادگیری زبان دوم بررسی کرده اند. به عنوان مثال ، اگر یک انگلیسی زبان بومی قصد یادگیری زبان اسپانیایی را داشته باشد ، متوجه می شوند که اردک در زبان اسپانیایی، pato است، که شبیه کلمه انگلیسی pot(گلدان) تلفظ می شود. فرد می تواند با فکر کردن به یک اردک با گلدانی برروی سرش، یک سیستم کدگذاری حفظی ایجاد کند تا این رابطه و پیوند را به یاد بیاورد.
ایرادی که سیستم کدگذاری دارد، این است که، به نظر می رسد فقط در شرایط معمولی و پیش پا افتاده قابل استفاده است. با این حال ، سیستم کدگذاری می تواند برای به خاطر سپردن لیست های مواد غذایی ، نکات کلیدی در سخنرانی ها و بسیاری از لیست های خاص مربوط به حیطه خاص مطالعه یا علاقه فرد مورد استفاده قرار گیرد. بسیاری تشخیص می دهند که از این سیستم می توان برای به خاطر سپردن طیف وسیعی از اشیا یا اطلاعات، استفاده کرد. سیستم کدگذاری ، تا زمانی که اطلاعاتی که سعی در به خاطر سپردن آنها وجود دارد ، خاص باشند ، بتوانند تجسم و تصور شوند و با یک نشانه یا سرنخِ بازیابی منحصر به فرد گره خورده باشند، موثر واقع می شود. این ابزار حافظه می تواند موثرتر از حفظ طوطی وار باشد.
1. ↑  Bower, Gordon H. (September–October 1970). "Analysis of a Mnemonic Device: Modern psychology uncovers the powerful components of an ancient system for improving memor". American Scientist. 58 (5): 496–510.
2. ↑  Cohen, Josh. "THE HISTORY AND EVOLUTION OF THE MAJOR SYSTEM FOR MEMORIZING NUMBERS". Art of Memory.
3. ↑  Veit, Debra T; Scruggs, Thomas E; Mastropieri, Margo A (August 1986). "Extended mnemonic instruction with learning disabled students". Journal of Educational Psychology. 78 (4): 300–308. doi:10.1037/0022-0663.78.4.300.
4. ↑  "APA PsycNet". psycnet.apa.org (به انگلیسی). Retrieved 2020-04-25.
5. ↑  HARRIS, L. J.; BLAISER, M. J. (1997). "Effects of a Mnemonic PEG System on the Recall of Daily Tasks". Perceptual and Motor Skills. 84 (3): 721–722. doi:10.2466/pms.1997.84.3.721.